# Rodingersdorf
Rodingersdorf är en ort i Österrike.  Den ligger i Sigmundsherbergs kommun i  förbundslandet Niederösterreich, 70 km nordväst om huvudstaden Wien.